# José Nihoul
Ferdinand Ghislain Joseph Nihoul, genaamd José Nihoul, (Montegnée, 22 november 1906 - 1 december 1996) was een Belgisch senator en burgemeester.

## Levensloop
Nihoul promoveerde tot doctor in de rechten en licentiaat in het notariaat. Hij werd notaris in Villers-Saint-Siméon.
In deze gemeente werd hij gemeenteraadslid (1933), schepen (1933-1939) en burgemeester (1939).
In 1951 werd hij PSC-senator voor het arrondissement Luik en vervulde dit mandaat tot in 1961. Hij werd datzelfde jaar provinciaal senator en bleef dit tot in 1965.